# تيتي (موزمبيق)
تيتي هي مدينة، في موزمبيق، تتبع محافظة تيتي ، وهي عاصمتها، بلغ عدد سكانها 152,909 نسمة.

## المناخ
يظهر الجدول التالي التغييرات المناخية على مدار السنة لتيتي:
| البيانات المناخية لـتيتي                                                                          | البيانات المناخية لـتيتي | البيانات المناخية لـتيتي | البيانات المناخية لـتيتي | البيانات المناخية لـتيتي | البيانات المناخية لـتيتي | البيانات المناخية لـتيتي | البيانات المناخية لـتيتي | البيانات المناخية لـتيتي | البيانات المناخية لـتيتي | البيانات المناخية لـتيتي | البيانات المناخية لـتيتي | البيانات المناخية لـتيتي | البيانات المناخية لـتيتي |
| الشهر                                                                                             | يناير                    | فبراير                   | مارس                     | أبريل                    | مايو                     | يونيو                    | يوليو                    | أغسطس                    | سبتمبر                   | أكتوبر                   | نوفمبر                   | ديسمبر                   | المعدل السنوي            |
| ------------------------------------------------------------------------------------------------- | ------------------------ | ------------------------ | ------------------------ | ------------------------ | ------------------------ | ------------------------ | ------------------------ | ------------------------ | ------------------------ | ------------------------ | ------------------------ | ------------------------ | ------------------------ |
| الدرجة القصوى °م (°ف)                                                                             | 43 (109)                 | 43 (109)                 | 43 (109)                 | 43 (109)                 | 40 (104)                 | 39 (102)                 | 36 (97)                  | 40 (104)                 | 44 (111)                 | 45 (113)                 | 46 (115)                 | 44 (111)                 | 46 (115)                 |
| متوسط درجة الحرارة الكبرى °م (°ف)                                                                 | 33.5 (92.3)              | 33.2 (91.8)              | 33.3 (91.9)              | 32.7 (90.9)              | 31.0 (87.8)              | 28.6 (83.5)              | 29.0 (84.2)              | 30.5 (86.9)              | 33.6 (92.5)              | 35.8 (96.4)              | 36.2 (97.2)              | 34.5 (94.1)              | 32.7 (90.8)              |
| المتوسط اليومي °م (°ف)                                                                            | 28.5 (83.3)              | 28.2 (82.8)              | 28.1 (82.6)              | 27.1 (80.8)              | 24.7 (76.5)              | 22.3 (72.1)              | 22.3 (72.1)              | 23.9 (75.0)              | 26.9 (80.4)              | 29.2 (84.6)              | 30.0 (86.0)              | 29.1 (84.4)              | 26.7 (80.1)              |
| متوسط درجة الحرارة الصغرى °م (°ف)                                                                 | 23.4 (74.1)              | 23.2 (73.8)              | 22.8 (73.0)              | 21.4 (70.5)              | 18.3 (64.9)              | 16.0 (60.8)              | 15.6 (60.1)              | 17.3 (63.1)              | 20.2 (68.4)              | 22.6 (72.7)              | 23.8 (74.8)              | 23.6 (74.5)              | 20.7 (69.2)              |
| أدنى درجة حرارة °م (°ف)                                                                           | 7 (45)                   | 8 (46)                   | 9 (48)                   | 11 (52)                  | 10 (50)                  | 7 (45)                   | 8 (46)                   | 9 (48)                   | 10 (50)                  | 10 (50)                  | 10 (50)                  | 11 (52)                  | 7 (45)                   |
| الهطول مم (إنش)                                                                                   | 166.7 (6.56)             | 142.1 (5.59)             | 95.5 (3.76)              | 15.0 (0.59)              | 5.8 (0.23)               | 3.5 (0.14)               | 2.9 (0.11)               | 1.8 (0.07)               | 0.8 (0.03)               | 10.8 (0.43)              | 45.6 (1.80)              | 139.4 (5.49)             | 629.9 (24.8)             |
| متوسط أيام هطول الأمطار                                                                           | 10.8                     | 9.2                      | 6.6                      | 2.4                      | 0.9                      | 1.2                      | 1.0                      | 0.4                      | 0.2                      | 1.1                      | 4.4                      | 9.6                      | 47.8                     |
| متوسط الرطوبة النسبية (%)                                                                         | 69                       | 73                       | 67                       | 61                       | 60                       | 61                       | 59                       | 54                       | 47                       | 43                       | 54                       | 62                       | 59                       |
| ساعات سطوع الشمس الشهرية                                                                          | 201.5                    | 192.1                    | 235.6                    | 240.0                    | 254.2                    | 243.0                    | 235.6                    | 272.8                    | 267.0                    | 282.1                    | 249.0                    | 204.6                    | 2٬877٫5                  |
| المصدر #1: المنظمة العالمية للأرصاد الجوية, Weltwetter Spiegel Online (sun and relative humidity) |                          |                          |                          |                          |                          |                          |                          |                          |                          |                          |                          |                          |                          |
| المصدر #2: BBC Weather                                                                            |                          |                          |                          |                          |                          |                          |                          |                          |                          |                          |                          |                          |                          |